# Dewaszticz
Dewaszticz (zm. 722) – władca Pandżakentu za czasów Sogdiany. Pochodził z rodu potomnych Bahrama V. Jako wyznawca zaratusztrianizmu stawiał opór Arabom przez kilka lat z zamku Mug i po zajęciu miasta został przez nich ukrzyżowany. Teksty Dewaszticza, odszukane przez archeologów w Mugu, należą do najważniejszych źródeł dotyczących historii Sogdiany.